# Альбірекс Ніїґата
Альбірекс Ніїґата (яп. アルビレックス新潟, Альбірекс Ніїґата) — японський футбольний клуб з міста Ніїґата, Сейро, який виступає в Джей-лізі.